# Stockholmi városháza
A stockholmi városháza (svédül: Stockholms stadshus) a svéd főváros törvényhatósági épülete. Az épület a Kungsholmen szigeten található Stockholmban.

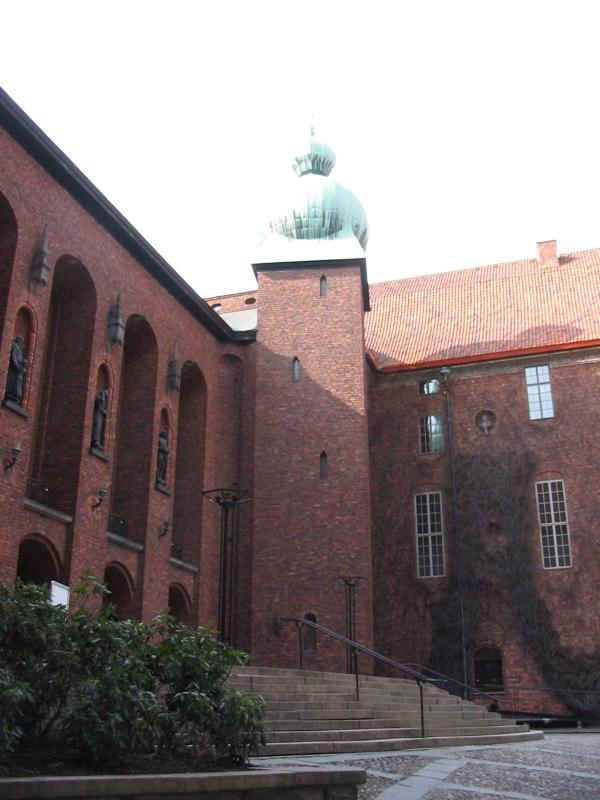
A stockholmi városháza egyik tornya a belső udvarból nézve

A városházát Ragnar Östberg építész tervezte és 1911–1923 között épült. Nyolcmillió vörös téglát használtak építésénél. Az épület két nagy tér köré összpontosul: egy külső tér és egy belső terem köré. A belső termet eredetileg kékre tervezték (ezért a neve svédül Blå hallen), de Östberg meggondolta magát. Látván a vörös téglás nyers falakat, a tervezett kék drapériákat kihúzta a tervekből; a név mégis megmaradt. A Kék Terem arról ismert a leginkább, hogy itt tartják a Nobel-díj banketteket minden évben, december 10-én. A 106 méter magas torony tetejében világosan kivehető a Három Korona, ami Svédország nemzeti szimbóluma.
A délkeleti részen egy 20 méter magas oszlopon Engelbrekt Engelbrektsson szobra áll.

## Lásd még
- Stockholm földrajza

## Külső hivatkozások
- A Városháza weblapja